# ジョン・ベル・ハッチャー
ジョン・ベル・ハッチャー  （John Bell Hatcher、1861年10月11日:3 – 1904年7月3日） は、「収集王」として知られるアメリカの古生物学者である。トロサウルスやトリケラトプスの発見によって有名である。この二属はオスニエル・チャールズ・マーシュによって記載された。
彼はアメリカ科学界の新しい専門的な中産階級の一員であり、自分の労働力で学費を賄いながら、年配の化石収集家よりも高い教育を受けていた。 このように、彼は長い生産的なキャリアの中で独特な課題に取り組んでいた。

## 幼少期
ハッチャーは1861年10月11日、イリノイ州クーパーズタウン Cooperstown でB・ハッチャーとマーガレット・コロンビア・オニールの間に生まれた:3。ハッチャー が若かった頃、農夫で教師だった彼の父は、アイオワ州のクーパー Cooper へ移住した。ハッチャーは父と地元の学校から初等教育を受けた:4。

## 教育
彼は学費を稼ぐために炭鉱夫として働きながら古代の生物の化石を発掘している時に、初めて古生物学と地質学に興味を持った。彼は1880年から1881年にグリネル大学で学んだ。そして1882年にイェール大学のシェフィールド科学校へ移った。その理由の一つは、地質学の権威ジェームズ・ドワイト・ダナを始めとする尊敬される教授陣のためであった:5。地質学、鉱物学、動物学、および植物学の教育を受けた後、1884年に卒業論文 "On the Genus of Mosses calleded Conomitrium "を発表し、ハッチャーはシェフィールドの哲学学士となった。卒業前には、炭鉱で採集した炭素質化石を、冶金学の教授でありシェフィールド科学学校の所長でもあるジョージ・ジャービス・ブラッシュに見せた。ブラッシュはハッチャー を古生物学者のオスニエル・マーシュに紹介した。

## キャリア

### プリンストン大学
1893年、マーシュの推薦状で:174プリンストン大学とフィラデルフィア科学アカデミー:174からのオファーを受けた後、彼はウィリアム・ベリーマン・スコットの下、プリンストン大学でエリザベス・マーシュ地質考古学博物館の脊椎動物古生物学の学芸員として、また地質学の助手として7年間勤務した。フィールドシーズン中に探検隊を指揮し、地質学、古生物学、フィールド技術の学生を指導した。 イェール大学在学中にはすでにコレクションに関連した2つの出版物を執筆していたが、プリンストン大学在学中の1893年から1896年の間に11の出版物を執筆し、所蔵物を使って研究し、その成果について記載したいという望みの1つを達成した。
1896年、ハッチャーはパタゴニアへの3回の遠征の為にJ・ピアポント・モーガンからの資金提供を受けて遠征の成果を出版することを計画し、その資金の大部分を確保した。 1896年の探検では、アメリカ自然史博物館のヘンリー・フェアフィールド・オズボーンからのマーシュに対する不審により、同館から派遣された義兄のオラフ・A・ピーターソンが参加していた。 1897年の2回目の遠征では、剥製師コールドバーンが:239、3回目の遠征ではアメリカ自然史博物館の若きバーナム・ブラウンがハッチャーに同行した。 この遠征はPrinceton University Expeditions to Patagonia, 1896-1899に記録されている。 パタゴニアとオーストラリアの動植物化石が類似していることから、ハッチャーはこの2つがかつて陸続きであったと結論づけた。1899年にプリンストン大学を辞職し、1900年にその職を退いた。

### イェール大学と合衆国地質学調査所
化石収集に情熱を燃やしていたハッチャーは、1884年にマーシュに月50ドルの初任給で雇われた。 彼の最初の任務は、チャールズ・ヘイゼリアス・スタンバーグの監督の下で、カンザス州ロングアイランドにある、「ロングアイランド・サイ採石場」("Long Island Rhino Quarry")と呼ばれる場所からの標本収集だった。 マーシュから正式な教育と訓練を受けたハッチャーは、慎重な作業者であることを証明し、他の採集者よりも少ないダメージで化石を発掘することに長けていた。 ハッチャーは、このクオリーでの発掘方法に基づいて、発掘現場の上に番号のついた正方形のグリッドシステムを置くことを発明した最初の人物であり、このグリッドマップを使って、標本が発掘された場所から正確な位置を記録している。 この種の地図システムは、タフォノミーの基礎と考えられている。ロングアイランド・サイ採石場では様々な発掘調査によって、現在テレオケラスとして知られている化石哺乳類を始めとする、多くの標本が発見された:35。
ハッチャーは1893年までマーシュのもとで働き、西部の各州で化石の発掘調査で成果をあげた。1889年にはワイオミング州ラスクの近くでトロサウルスの最初の化石を発掘した。 ハッチャーは最終的にイェール大学に不満を抱いた。その理由の一つは、マーシュがハッチャーに出版することを認めず、手柄を自分のものにしていたことが挙げられる。
ハッチャーはマーシュとの手紙の中で、イェール大学か合衆国地質学調査所のいずれかに定職を与えられなかったこと、およびコレクションの研究のために休みなくフィールドワークを続けていたことを、他の仕事を探していた理由として挙げている。
1890年、ハッチャーはプリンストン大学のウィリアム・ベリーマン・スコットに仕事を依頼したが、資金繰りの問題で成功しなかった。その後、ヘンリー・フェアフィールド・オズボーンとアメリカ自然史博物館の職について交渉したものの、最終的にはマーシュと契約を結び、1891年から1896年までイェール・ピーボディー自然史博物館で地質学の助手として働くことになった。この際、フィールドに出ていない時は所蔵品を研究する自由が認められた:163–173。しかし、1892年には合衆国地質学調査所の資金が議会によって大幅に削減され、マーシュはハッチャーに発掘の報酬を支払うことができなくなってしまった。 交渉の末、契約は1893年初旬に終了した:163–173。

### カーネギー自然史博物館

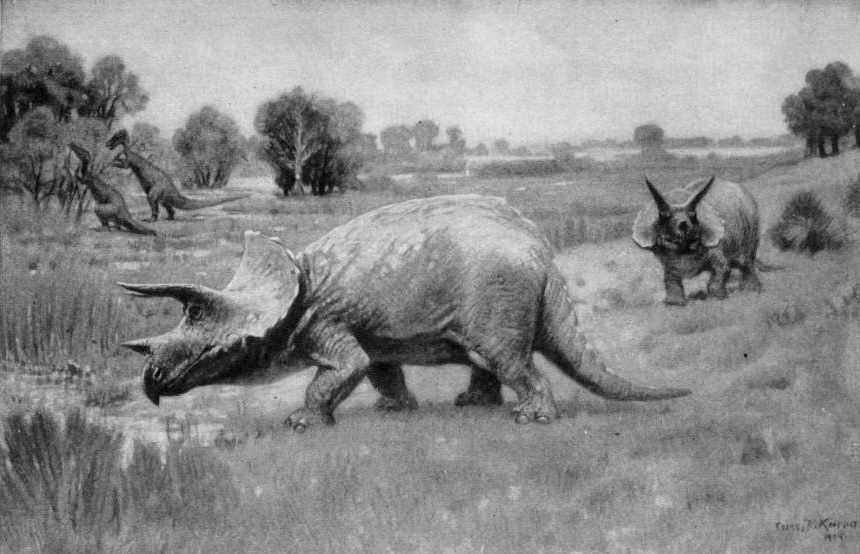
ハッチャーが手掛けた The Ceratopsia (1907)に掲載されたチャールズ・ナイトによるトリケラトプスの生体復元図。

1900年代初等、ダナ、マーシュ、スコット、イェール大学館長のティモシー・ドワイトの推薦により、ハッチャーはカーネギー自然史博物館の古生物学と骨学のキュレーターとしてウィリアム・ジェイコブ・ホランドに採用された。ジェイコブ・ローソン・ウォートマンの後任として:290–291。ハッチャーはウィリアム・ハーロウ・リードを監督し、チャールズ・ホイットニー・ギルモアを雇った:306–307。野外調査や発掘調査の監督に加えて、スコットランド系アメリカ人の実業家アンドリュー・カーネギーにちなんでハッチャーが命名したディプロドクス・カルネギィの科学的な調査と展示を担当した。1907年に完成した「ディッピー」の骨格復元模型は、イギリス、ドイツ、フランス、オーストリア、イタリア、ロシア、スペイン、アルゼンチン、メキシコの博物館へ送られた:410。この発見に関するハッチャーのモノグラフは、1901年にDiplodocus Marsh: Its Osteology, Taxonomy, and Probable Habits, with a Restoration of the Skeletonとして出版された。
オズボーンはハッチャーに、マーシュの後任の合衆国地質学調査所の古生物学者として、数年前に亡くなる前にマーシュが執筆を始めた角竜類のモノグラフを完成させて欲しいと提案した:308。ハッチャーは同意したが、彼も出版前に命を落とした。その仕事は最終的にリチャード・スワン・ルルによって1907年に遂行された:394。

## 私生活
ハッチャーには6人の兄弟と4人の姉妹がいた。生涯に渡ってハッチャーは疾患に悩まされていた。生前にリウマチと診断されていたものは、今では子孫の間では一型骨形成不全症と考えられている:4。
1887年、ハッチャーはアンナ・マティルダ・ピーターソンと結婚した:77。彼らは7人の子を授かった。そのうち3人は成人する前に亡くなった:378。
ハッチャーは腸チフスによってピッツバーグで亡くなった:390–391。

## 死後
彼はピッツバーグのホームウッド墓地に埋葬されている。 91年間、彼の墓には文字が刻まれていなかった（彼の死後、未亡人と子供たちはアイオワ州に戻った）。 しかし、1995年にピッツバーグで開催された古脊椎動物学会の年次総会で、何人かの会員が彼の名前と娘のルースの名前、そしてサンドブラストされたトロサウルスのイメージが刻まれた墓石を購入した:426。
ハッチャーは南米のトカゲの一種、リオラエムス・ハッチェリ（Liolaemus hatcheri）およびケラトプス類の一種ネドケラトプス・ハッチェリに献名されている。2001年には、ハッチャーが指揮を執った発掘調査で発見されたトリケラトプスに、「ハッチャー」という愛称が名付けられた。